# Déviation sexuelle (film)
Pour les articles homonymes, voir Déviation et Déviation sexuelle.
Pour plus de détails, voir Fiche technique et Distribution.
Déviation sexuelle (Deviation) est un giallo suédo-hispano-britannique réalisé par José Ramón Larraz et sorti en 1971.
Il est parfois confondu avec le film précédent de Larraz, L'Enfer de l'érotisme (Whirlpool), mettant de vedette le même Karl Lanchbury, monté par le même Carlo Reali et faisant entendre les compositions musicales du même Stelvio Cipriani.

## Synopsis
Après un accident de voiture, un jeune couple de la campagne anglaise est accueilli par un mystérieux taxidermiste dans sa maison de campagne où il organise des orgies sous l'emprise de la drogue.

## Fiche technique
- Titre français : Déviation sexuelle[1],[2]
- Titre original anglais, espagnol et suédois : Deviation[3],[4]
- Réalisation : José Ramón Larraz
- Scenario : José Ramón Larraz d'après une histoire de Sture Sjöstedt (en)
- Photographie :	Arthur Lavis (en)
- Montage : Carlo Reali
- Musique : Stelvio Cipriani
- Effets spéciaux : Luciano Anzellotti, Roberto Arcangeli
- Décors : Diana Morris
- Maquillage : Jimmy Evans
- Production : Remo Odovaine, José Ramón Larraz
- Société de production : Saga Film A.B.
- Pays de production :  Royaume-Uni -  Suède -  Espagne
- Langue originale : anglais
- Format : couleurs par Eastmancolor - 1,66:1 - Son mono - 35 mm
- Durée : 89 minutes
- Genre : giallo
- Dates de sortie :
  - Japon : 18 décembre 1971

## Distribution
- Karl Lanchbury : Julian
- Sibyla Grey : Rebecca
- Lisbet Lundquist (da) : Olivia
- Malcolm Terris (en) : Paul
- Shelagh Wilcocks : tante
- Lucienne Camille (it) :
- Hugh Fraser :

## Production
Le film est tourné en extérieurs à Londres en Angleterre.

## Bande originale
La bande originale inédite du film, composée par Stelvio Cipriani, n'a été publiée qu'en 2016 sous la forme d'un album édité par Dagored.

## Accueil critique
« Moins percutant que L'Enfer de l'érotisme, Déviation sexuelle saura sans l'ombre d'un doute faire le bonheur de tous ceux qui conjuguent sexe, drogue et dépravation sur fond d'aliénation mentale ».
Initialement frappé d'interdiction totale en France en 1973, il sera finalement interdit aux mineurs en 1975.